# Холланд, Том (режиссёр)
Томас Ли Хо́лланд (англ. Thomas Lee Holland; род. 11 июля 1943, Покипси, Нью-Йорк) — американский актёр кино и телевидения, кинорежиссёр, сценарист и продюсер.

## Биография
Том Холланд родился 11 июля 1943 года в городке Покипси (штат Нью-Йорк). Отца его также звали Том, мать — Ли. Учился в старшей школе Оссининга, затем в Вустерской академии (окончил в 1962 году) и Школе права Калифорнийского университета в Лос-Анджелесе.
Занимался в известной актёрской студии Ли Страсберга. В 1960-х — 1970-х годах появился в более чем 200 рекламных роликах.
Сооснователь (совместно с Дэвидом Чаклером) киностудии фильмов ужасов Dead Rabbit Films.
Режиссёрский дебют Холланда состоялся в 1985 году с вампирским фильмом ужасов «Ночь страха». Холланд впервые задумал идею во время написания «Плаща и кинжала» о фанате фильмов ужасов, который узнает, что его сосед — вампир. Он решил сам снять фильм после того, как был разочарован режиссурой Майкла Виннера в его сценарии «Крик о помощи». Фильм имел успех как в финансовом плане, так и у критиков, получив восторженные отзывы Роджера Эберта, который написал: «„Ночь страха“ — не выдающийся фильм, но в нём очень весело быть ничем не примечательным». В 1988 году Холланд снял фильм «Детские игры», который получил положительные отзывы от Эберта и Леонарда Малтина, породил продолжительную франшизу, состоящую из шести сиквелов, и помог возвысить своего антагониста Чаки до иконы поп-культуры. Он снял три эпизода сериала-антологии ужасов «Байки из склепа» и телевизионный фильм «Чужая жизнь». В 1996 году он написал и снял мини-сериал ABC по повести Стивена Кинга «Лангольеры», а в следующем году адаптировал роман Кинга «Худеющий» в одноимённый фильм.
Жена — Кэти Холланд, сын — малоизвестный актёр Джош Холланд (род. 1974).

## Награды и номинации
- 1984 — Премия Эдгара Аллана По в категории «Лучший кинофильм» за фильм «Психо 2» — номинация.
- 1986 — Премия Дарио Ардженто на кинофестиваль фантастических фильмов в Аворье в категории «Лучший фильм» за фильм «Ночь страха» — победа.
- 1986 — Премия критиков на кинофестивале «Фантаспорту» в категории «Специальное упоминание» за фильм «Ночь страха» — победа.
- 1986 — Премия «Международный фэнтэзийный фильм» на кинофестивале «Фантаспорту» в категории «Лучший фильм» за фильм «Ночь страха» — номинация.
- 1986 — Премия «Сатурн» в категории «Лучший режиссёр» за фильм «Ночь страха» — номинация.
- 1986 — Премия «Сатурн» в категории «Лучший фильм ужасов» за фильм «Ночь страха» — победа.
- 1986 — Премия «Сатурн» в категории «Лучший сценарий» за фильм «Ночь страха» — победа.
- 1990 — Премия «Сатурн» в категории «Лучший фильм ужасов» за фильм Детские игры — номинация.
- 1990 — Премия «Сатурн» в категории «Лучший сценарий» за фильм «Детские игры» — номинация.
- 1996 — Премия «Сатурн» в категории «Лучшая телепостановка» за мини-сериал «Лангольеры» — номинация.

## Избранная фильмография

### Широкий экран
| Год  | Название (рус. / ориг.)                                | Режиссёр | Сценарист | Актёр | Роль                   | Примечания         |
| ---- | ------------------------------------------------------ | -------- | --------- | ----- | ---------------------- | ------------------ |
| 1969 | Модельный магазин Model Shop                           |          |           | Да    | Джерри                 |                    |
| 1970 | Прогулка под весенним дождём A Walk in the Spring Rain |          |           | Да    | бой                    |                    |
| 1982 | Зверь внутри The Beast Within                          |          | Да        |       |                        |                    |
| 1982 | Класс-1984 Class of 1984                               |          | Да        |       |                        |                    |
| 1983 | Психо 2 Psycho II                                      |          | Да        | Да    | помощник шерифа Норрис |                    |
| 1984 | Крик о помощи Scream for Help                          |          | Да        |       |                        |                    |
| 1984 | Плащ и кинжал Cloak & Dagger                           |          | Да        |       |                        |                    |
| 1985 | Ночь страха Fright Night                               | Да       | Да        |       |                        |                    |
| 1987 | Смертельная красотка Fatal Beauty                      | Да       |           |       |                        |                    |
| 1988 | Детские игры Child’s Play                              | Да       | Да        |       |                        |                    |
| 1993 | Временная секретарша The Temp                          | Да       |           |       |                        |                    |
| 1996 | Худеющий Thinner                                       | Да       | Да        |       |                        |                    |
| 2010 | Топор 2 Hatchet II                                     |          |           | Да    | Боб                    | В титрах не указан |
| 2011 | Ночь страха Fright Night                               |          | Да        |       |                        |                    |
| 2014 | Докопаться до сути Digging Up the Marrow               |          |           | Да    | Том Холланд            |                    |
| 2017 | Камень, ножницы, бумага Rock, Paper, Dead              | Да       |           |       |                        |                    |

### Телевидение
| Год       | Название (рус. / ориг.)                                    | Режиссёр | Продюсер | Сценарист | Актёр | Роль                               | Примечания                         |
| --------- | ---------------------------------------------------------- | -------- | -------- | --------- | ----- | ---------------------------------- | ---------------------------------- |
| 1964      | Сансет-стрип, 77 77 Sunset Strip                           |          |          |           | Да    | Эл Киллиан                         | В эпизоде Lover’s Lane             |
| 1967      | Комбат! Combat!                                            |          |          |           | Да    | рядовой первого класса Томми Бишоп | В эпизоде Entombed                 |
| 1968      | Отряд по расследованию уголовных преступлений Felony Squad |          |          |           | Да    | Лерой Бейкен                       | В эпизоде Epitaph for a Cop        |
| 1969      | Мой друг Тони My Friend Tony                               |          |          |           | Да    |                                    | В эпизоде The Hazing               |
| 1969      | Молодые юристы The Young Lawyers                           |          |          |           | Да    | Дэвид Харрисон                     | В эпизоде Pilot                    |
| 1969      | Медицинский центр Medical Center                           |          |          |           | Да    | Джесс Ярнаби                       | В эпизоде 24 Hours                 |
| 1978      | Посвящение Сары The Initiation of Sarah                    |          |          | Да        |       |                                    | Телефильм                          |
| 1978      | Невероятный Халк The Incredible Hulk                       |          |          |           | Да    | Фрэнк Сильва                       | В эпизоде Another Path             |
| 1983      | Ветра войны The Winds of War                               |          |          |           | Да    | «Под-капитан» Каракатица           | В эпизоде Into the Maelstrom       |
| 1986      | Удивительные истории Amazing Stories                       | Да       |          |           |       |                                    | Эпизод Miscalculation              |
| 1989—1992 | Байки из склепа Tales from the Crypt                       | Да       |          | Да        |       |                                    | Три эпизода                        |
| 1990      | Чужая жизнь The Stranger Within                            | Да       |          |           |       |                                    | Телефильм                          |
| 1991      | Сова The Owl                                               | Да       | Да       | Да        | Да    | грабитель                          | Телефильм; в титрах не указан      |
| 1992      | Крутые истории Two-Fisted Tales                            | Да       |          |           |       |                                    | Новелла King of the Road           |
| 1994      | Противостояние The Stand                                   |          |          |           | Да    | Карл Хью                           | Мини-сериал                        |
| 1995      | Лангольеры The Langoliers                                  | Да       |          | Да        | Да    | Харкер                             | Мини-сериал                        |
| 2006      | Посвящение Сары The Initiation of Sarah                    |          |          | Да        |       |                                    |                                    |
| 2007      | Мастера ужасов Masters of Horror                           | Да       |          |           |       |                                    | Эпизод We All Scream for Ice Cream |
| 2014      | Запутанные истории Twisted Tales                           | Да       | Да       | Да        |       |                                    | Веб-сериал; 9 эпизодов             |